# 아마도 빗물이겠지
"아마도 빗물이겠지"는 1971년 공개된 대한민국의 영화이다.

## 배역
- 장동휘
- 김지미
- 오유경
- 전양자
- 강인봉
- 최남현
- 성소민
- 김소저
- 권일정